# Hans Dijkstal

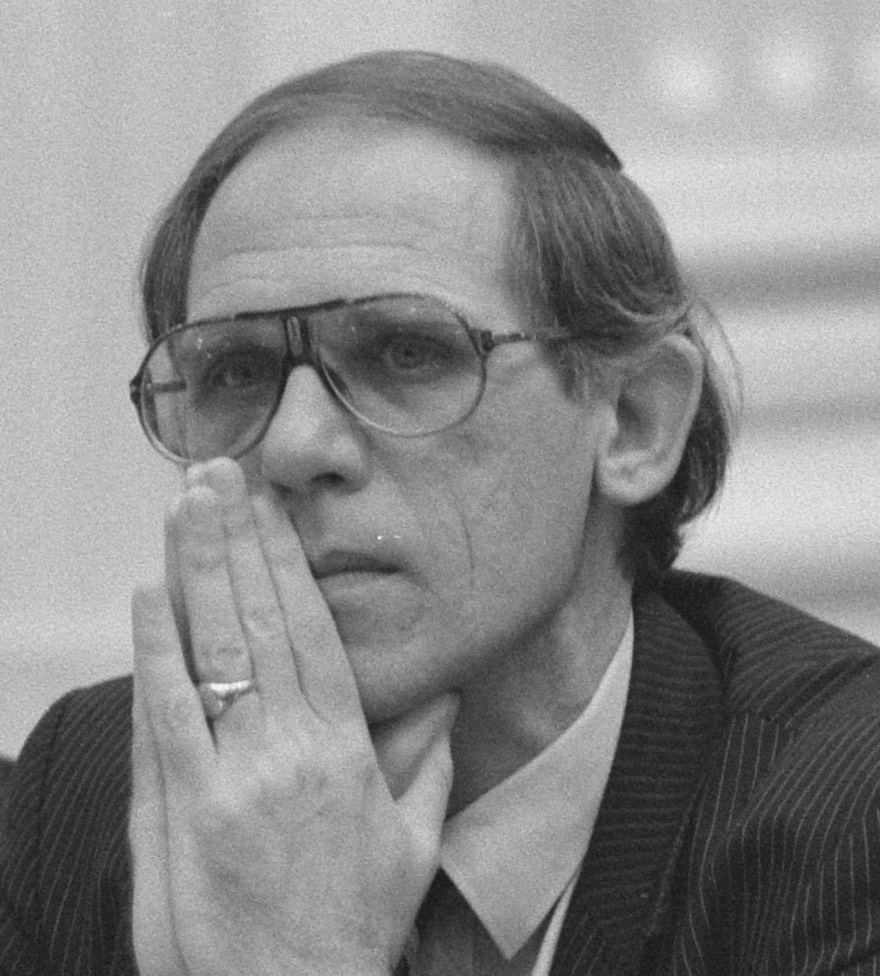
Hans Dijkstal (1988)

Henri Frans (Hans) Dijkstal (* 28. Februar 1943 in Port Said, Ägypten; † 9. Mai 2010 in Wassenaar) war ein niederländischer Politiker der Volkspartij voor Vrijheid en Democratie (VVD) (Volkspartei für Freiheit und Demokratie).

## Leben
Dijkstal wurde in Ägypten geboren, wo sein Vater und Großvater in der Schifffahrt arbeiteten. Im Alter von fünf Jahren kam Dijkstal, der fließend Arabisch sprach, in die Niederlande. Nach Abschluss der Höheren Schule studierte er Rechtswissenschaften an der Universität Amsterdam, wo er mit einem Bachelor of Arts abschloss. Von 1965 bis 1967 leistete er seinen Wehrdienst bei den Niederländischen Luftstreitkräften (Flugverkehrskontrolle) ab und wurde zum Reserveoffizier befördert. Von 1967 bis 1982 arbeitete als selbständiger Finanzberater in der Versicherungsbranche und war von 1970 bis 1978 Dozent für Managementtraining am Institut für Soziale Studien (Instituut voor Sociale Wetenschappen) in Den Haag.

## Politik
Seine politische Karriere begann 1974 als Ratsmitglied für Volkspartij voor Vrijheid en Democratie im Gemeinderat von Wassenaar. Von 1974 bis 1986 übte er dieses Amt aus. Von 1978 bis 1982 war er Beigeordneter (Wethouder) in Wassenaar. Er war in seiner Eigenschaft als Dezernent zuständig für das Unterrichtswesen, für Kultur und Volksbildung. 1982 wurde er erstmals in die Tweede Kamer, das Unterhaus des Parlaments der Niederlande, die Generalstaaten, gewählt. Er war dort Mitglied von 1982 bis 1986 und wurde dann von 1986 bis 1994 als Abgeordneter wiedergewählt.
Dijkstal trieb 1994 das Zustandekommen der ersten „lila Koalition“ entscheidend voran, einer Koalition von sozialdemokratischer Partij van de Arbeid (PvdA), rechtsliberaler VVD und der sozialliberalen Partei Democraten 66 (D66). Unter Premierminister Wim Kok wurde er in dessen erstem Kabinett (Kabinett Kok I) Innenminister und stellvertretender Premierminister. In der Zweiten Regierungsperiode der Violetten Koalition (1998–2002) war Hans Dijkstal als Nachfolger von Frits Bolkestein Fraktionsvorsitzender der VVD in der Tweede Kamer. Gleichzeitig war er von 1998 bis 2002 Parteivorsitzender der VVD. Nach der Wahlniederlage der Regierungskoalition von 2002 zog sich Dijkstal aus der ersten Linie der niederländischen Politik zurück.

## Standpunkte
Dijkstal gehörte insgesamt dem linken Flügel seiner Partei an. 1995 verantwortete er ein Gesetz zur Unterbringung von Asylbewerbern, das diesen soziale Mindeststandards sicherte. Gemeinsam mit der damaligen Justizministerin Winnie Sorgdrager veröffentlichte er 1997 einen Bericht der niederländischen Regierung über Kriminalität in Zusammenhang mit der gesellschaftlichen und sozialen Integration ethnischer Minderheiten. Im Kampf gegen Kriminalität unter Einwanderern von der Niederländischen Antillen, aus Surinam, Marokko und der Türkei forderte er bessere Bildung und erleichterten Zugang zum nationalen Arbeitsmarkt. 1998 gehörte er zu den Verfechtern des Gesetzes zur Integration von Einwanderern. Einwanderer sollten verpflichtet wurden, sich mit der niederländischen Gesellschaft zu beschäftigen und Niederländisch zu lernen. Lokale Behörden sollten durch Gesetz verpflichtet werden, dies durch Integrationskurse umzusetzen.
Dijkstal vertrat eine Position der „ungeteilten Staatsangehörigkeit“ für Niederländer und Einwanderer aus den ehemaligen Kolonien und Überseegebieten. In späteren Jahren wandte sich Dijkstal zunehmend vom Populismus der VVD in der Frage des Multikulturalismus ab und trat für mehr Toleranz unter den gesellschaftlichen Gruppen ein. 2006 gehörte er zu den Initiatoren des Manifests Eén land, één samenleving.
Dijkstal war ein großer Jazzliebhaber. Er spielte Saxophon und trat auch öffentlich bei Parteiveranstaltungen und Konzerten in Jazzclubs auf. Von 2003 bis 2007 war Dijkstal Präsident des Nederlands Fonds voor de Film.
Dijkstal war seit 1966 mit Anneke Dijkstal verheiratet und Vater zweier Töchter. Er erlag nach längerer Krankheit einem Krebsleiden.